# Air Tahiti
Air Tahiti – regionalna linia lotnicza Polinezji Francuskiej, z siedzibą w Papeete, na Tahiti. Głównym węzłem jest port lotniczy Faaa.

## Flota
Według stanu na kwiecień 2025 flota Air Tahiti składała się z 12 samolotów o średnim wieku 10,6 lat:
| Samolot   | Samolot | Samolot   | Liczba miejsc | Liczba miejsc | Uwagi |
| Model     | Aktywne | Zamówione | E             | Łącznie       | Uwagi |
| --------- | ------- | --------- | ------------- | ------------- | ----- |
| ATR 42    | 2       | -         | 48            | 48            |       |
| ATR 72    | 9       | -         | 68            | 68            |       |
| DHC-6-300 | 1       | -         | 19            | 19            |       |
| Łącznie   | 12      | 0         |               |               |       |